# Panorama difesa
Panorama Difesa è una rivista mensile nata nel 1982 che si occupa di geopolitica, forze armate italiane e straniere, armamenti e industria della difesa e degli eventi inerenti come manifestazioni ed esercitazioni militari.

## Storia
Il primo numero di Panorama Difesa venne pubblicato nell'ottobre-novembre 1982, con il titolo JP4 Panorama Difesa, nascendo come numero speciale della rivista aeronautica JP4 in edicola dal 1972.
Uscì inizialmente con periodicità bimestrale, poi divenuta mensile a partire dal 1987. Col passare degli anni è stato variato più volte il formato, la copertina e il logo del titolo.

## I contenuti
La rivista ha periodicità mensile con 11 numeri all'anno, ha un formato 200 x 285 mm, spillata, ed è illustrata con foto a colori. Le pagine sono 84 su carta patinata lucida. La prima parte è composta da una trentina di pagine dedicate alle notizie e rubriche fisse, la seconda parte è costituita da articoli di approfondimento scritti da specialisti ed esperti del settore.
Gli articoli comprendono analisi approfondite sulle attività militari e gli attuali fronti di guerra; reportage su saloni, mostre e fiere dedicati all'industria della Difesa, e uno spazio è dedicato alle Forze Armate italiane e straniere, con visite alle basi militari e interviste ai comandanti. I vari sistemi d'arma sono analizzati in dettaglio, con descrizioni tecniche e spiegazioni dello sviluppo tecnologico degli armamenti. Viene dedicata attenzione alla politica, con una rassegna delle notizie più importanti inerenti alla difesa, geopolitica, evoluzione degli stati e delle loro strategie militari.
La redazione è guidata da Riccardo Ferretti, Direttore editoriale, che si occupa anche della rubrica Primo Piano.